# 东坡遗址
东坡遗址，位于中国河北省张家口市金河口村，为张家口市蔚县的一个省级文物保护单位，类型为古遗址，公布时间为1993年7月15日。
东坡遗址的历史年代为新石器时代。